# Stigmella inopinata
Stigmella inopinata is een vlinder uit de familie dwergmineermotten (Nepticulidae). De wetenschappelijke naam is voor het eerst geldig gepubliceerd in 1991 door A. & Z. Lastuvka.
De soort komt voor in Europa.